# Waal (riu)
El Waal és un riu que es troba als Països Baixos. De fet és un distributari del Rin, que es divideix a l'altura de Pannerden en dos: el braç nord, el Canal de Pannerden -i que des de Doornenburg fins Wijk bij Duurstede es coneix com el Baix Rin, i a partir de Wijk bij Duurstede es coneix com a Lek-; i el braç sud, que és el Waal. De tots dos, el Waal és el que té més gran cabal, dos terços del total, i el més usat per a la navegació fluvial.

## Etimologia
El nom de Waal a l'època romana anomenat Vacalis, Vahalis o Valís és d'origen germànic i es refereix a la gran quantitat de meandres del riu -en antic alemany Woh significa "«corba/revolt»"-. Segons Tàcit, aquest braç del Rin té un nom d'origen local i és nomenat pels bataus, el Vahal. Aquest braç és considerat per Tàcit com el que forma la frontera de la Gal·lia.

## Recorregut

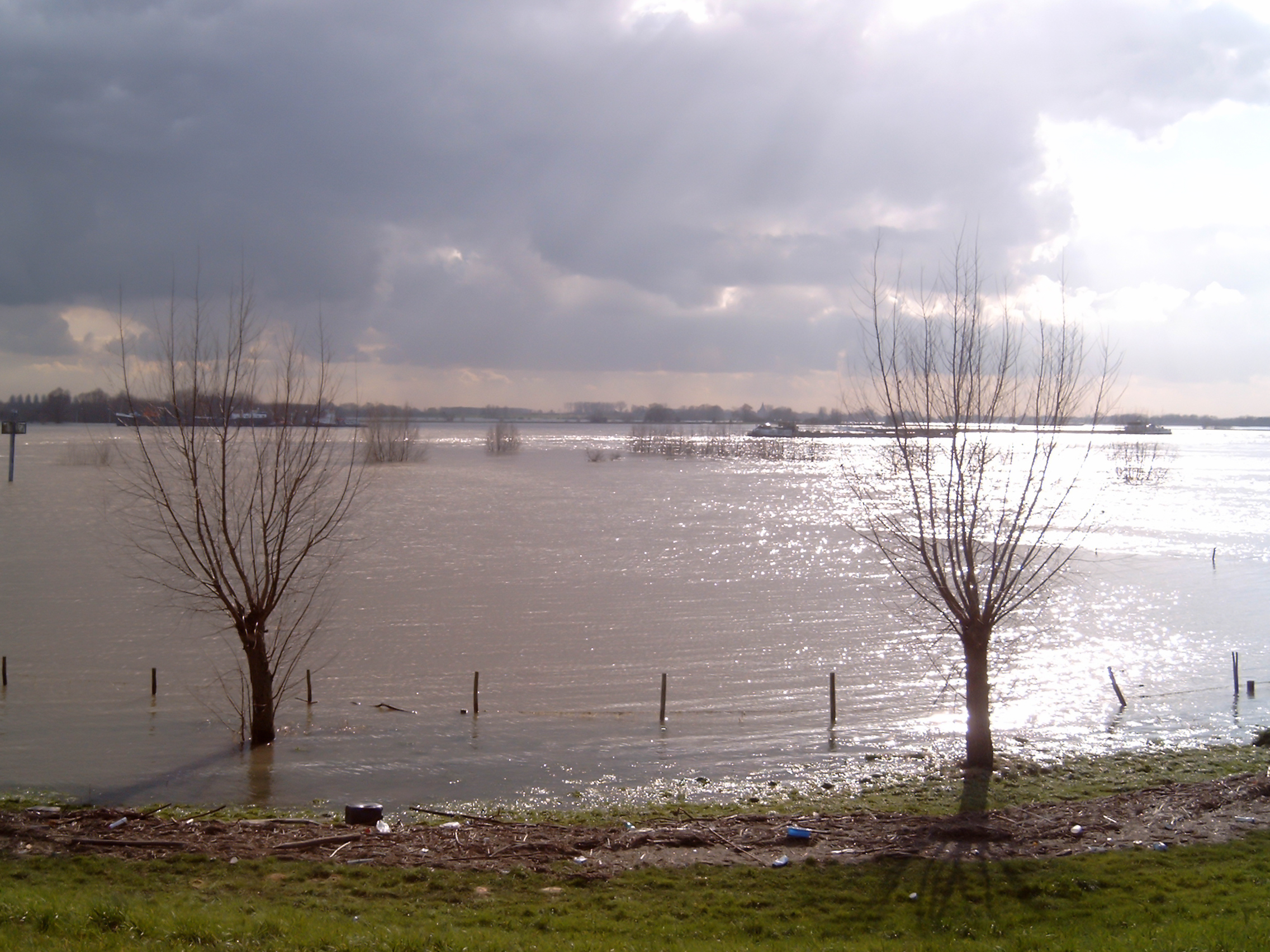
Vista del Waal

La ciutat més gran a la vora del Waal és Nimega. Encara que la ciutat es troba al marge esquerre, les terres del seu municipi s'estenen també des de fa uns anys al marge dret. L'extensió de Nimega a la riba dreta s'anomena Waalsprong.
Altres ciutats notables a la ribera del Waal són Tiel i Zaltbommel. Al marge dret del Waal es troba els municipis de Betuwe, i al marge esquerre, els de Nijmegen, West Maas en Waal i Bommelerwaard.
El Waal està unit al Baix Rin pel canal Amsterdam-Rin, i al Mosa pel canal Maas-Waal i el canal de Sint Andries. En aquest punt el Waal i el Maas discorren paral·lels durant 1,9 km.